# ماكبث (فلم 1948)
ماكبث (بالإنجليزية: Macbeth) فيلم درامي تاريخي أمريكي، أنتج عام 1948 مقتبس عن مسرحية وليام شكسبير من إخراج أورسن ويلز وبطولة إدغار بارير، جون ديركس.

## روابط خارجية
- مقالات تستعمل روابط فنية بلا صلة مع ويكي بيانات